# Arcieparchia di Ernakulam-Angamaly

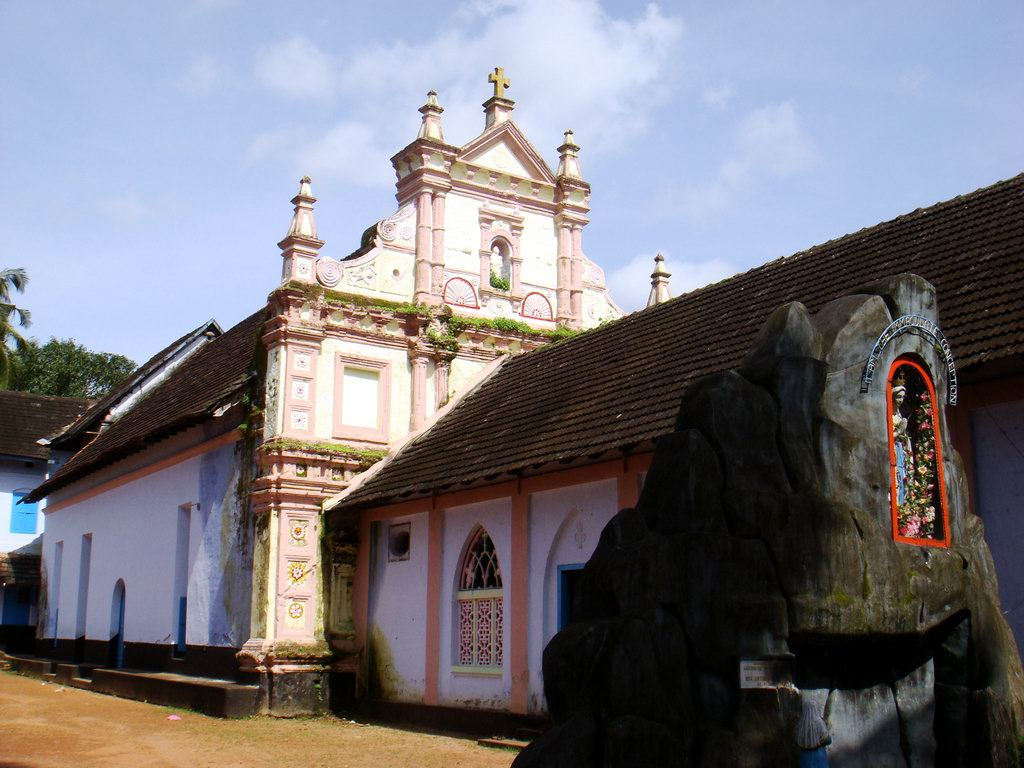
La concattedrale di Sant'Ormisda a Angamaly.

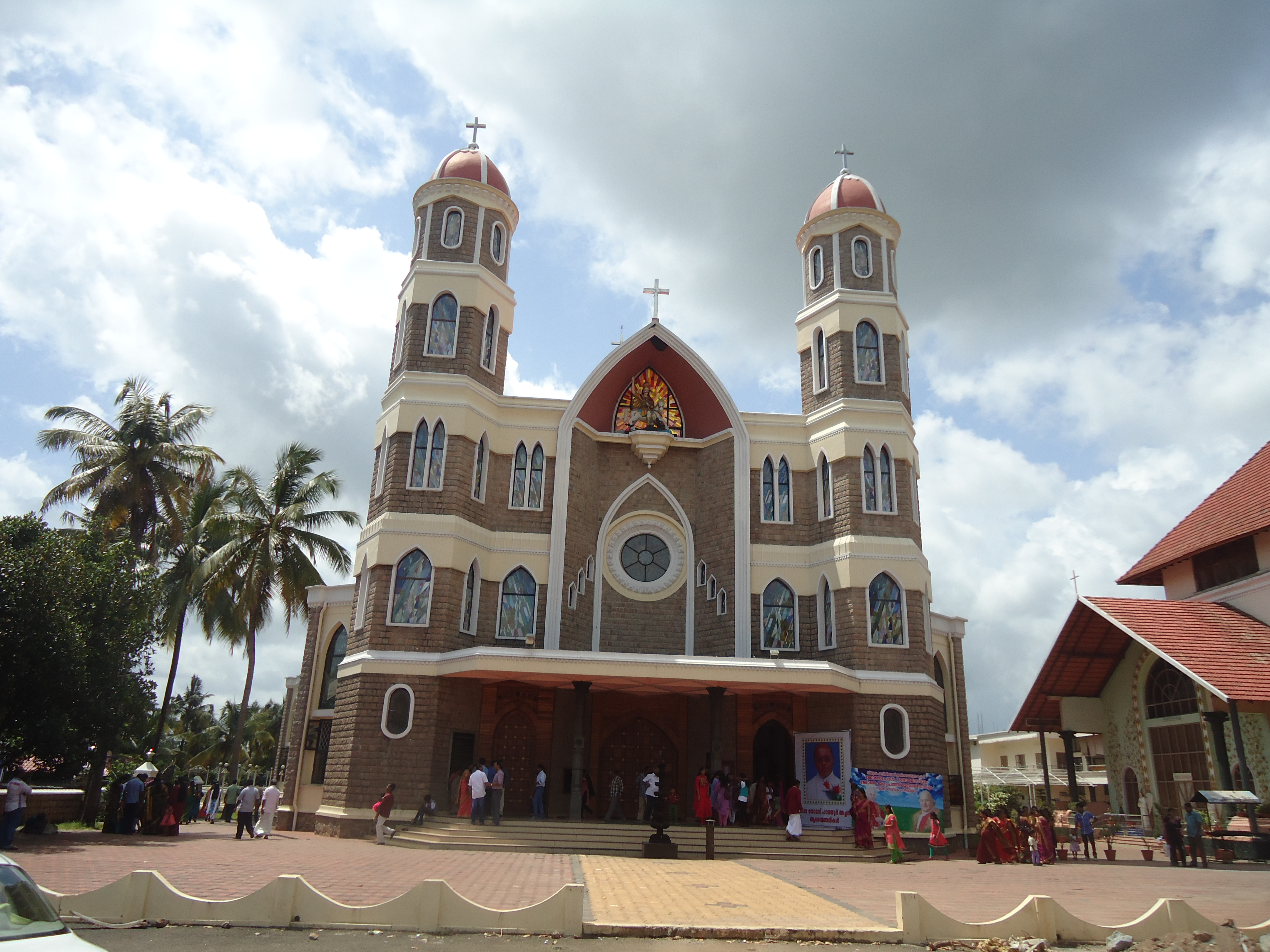
La basilica minore di San Giorgio a Angamaly.

L'arcieparchia di Ernakulam-Angamaly (in latino Archieparchia Ernakulamensis-Angamaliensis) è una sede metropolitana della Chiesa cattolica siro-malabarese in India. Nel 2023 contava 560.365 battezzati su 5.035.100 abitanti. È retta dall'arcieparca Raphael Thattil.

## Territorio
L'arcieparchia estende la sua giurisdizione sui fedeli della Chiesa cattolica siro-malabarese nei taluks di Cherthala, Kanayannoor, Kunnathunad, Mukundapuram e Vaikom sparsi nei distretti di Alappuzha, Kottayam, Thrissur e Ernakulam nel Kerala.
Sede arcieparchiale e arcivescovile maggiore è la città di Ernakulam, compresa nella municipalità di Kochi, dove si trova la cattedrale di Santa Maria. Ad Angamaly sorgono la concattedrale di Sant'Ormisda e la basilica minore di San Giorgio.
Il territorio si estende su 1.500 km² ed è suddiviso in 340 parrocchie, raggruppate in 16 vicariati foranei.

### Provincia ecclesiastica
La provincia ecclesiastica di Ernakulam-Angamaly, istituita nel 1923, comprende le seguenti suffraganee:
- l'eparchia di Kothamangalam, eretta nel 1956;
- l'eparchia di Idukki, eretta nel 2002;
- l'eparchia di Faridabad, eretta nel 2012;
- l'eparchia di Hosur, eretta nel 2017;
- l'eparchia di Shamshabad, eretta nel 2017.

Pur indicate dall'Annuario pontificio come suffraganee di Ernakulam-Angamaly, queste ultime tre eparchie non sono contigue con il resto della provincia ecclesiastica e i loro territori sono distribuiti su tutto il territorio della repubblica indiana.

## Storia
Il vicariato apostolico di Ernakulam fu eretto il 28 luglio 1896 con il breve Quae rei sacrae di papa Leone XIII, ricavandone il territorio dai vicariati apostolici di Kottayam (contestualmente soppresso) e di Trichur (oggi arcieparchia).
Il 29 agosto 1911 cedette al nuovo vicariato apostolico di Kottayam (oggi arcieparchia) la giurisdizione sulle parrocchie della comunità Knanaya (i cui membri sono chiamati anche "Sudisti").
Il 21 dicembre 1923 il vicariato apostolico fu elevato ad arcieparchia metropolitana con la bolla Romani Pontifices di papa Pio XI.
Il 29 luglio 1956 cedette una porzione del suo territorio a vantaggio dell'erezione dell'eparchia di Kothamangalam.
Il 16 dicembre 1992, con la bolla Quae maiori di papa Giovanni Paolo II, la Chiesa cattolica siro-malabarese è stata elevata al rango di Chiesa arcivescovile maggiore; contestualmente l'arcieparchia ha assunto il nome attuale ed è diventata l'arcidiocesi propria dell'arcieparca maggiore.
Nell'agosto del 2021 il Santo Sinodo della Chiesa cattolica siro-malabarese ha approvato alcune modifiche in modo da stabilire un’unica modalità di celebrazione della Santa Qurbana, nome che questa Chiesa di rito orientale attribuisce alla liturgia eucaristica. Le modifiche non sono state accettate dalla maggior parte del clero e dei fedeli dell'arcieparchia di Ernakulam-Angamaly, ad un passo dallo scisma.

## Cronotassi dei vescovi
Si omettono i periodi di sede vacante non superiori ai 2 anni o non storicamente accertati.
- Aloysius Pareparambil (Pazheparambil) † (11 agosto 1896 - 9 dicembre 1919 deceduto)
- Augustine Kandathil † (9 dicembre 1919 succeduto - 10 gennaio 1956 deceduto)
- Joseph Parecattil † (20 luglio 1956 - 30 gennaio 1984 dimesso)
- Antony Padiyara † (23 aprile 1985 - 11 novembre 1996 ritirato)
  - Sede vacante (1996-1999)
- Varkey Vithayathil, C.SS.R. † (23 dicembre 1999 - 1º aprile 2011 deceduto)[7]
- George Alencherry (25 maggio 2011 - 7 dicembre 2023 ritirato)[8]
- Raphael Thattil, dal 9 gennaio 2024

## Statistiche
L'arcieparchia nel 2023 su una popolazione di 5.035.100 persone contava 560.365 battezzati, corrispondenti al 11,1% del totale.
| anno | popolazione | popolazione | popolazione | presbiteri | presbiteri | presbiteri | presbiteri                | diaconi | religiosi | religiosi | parrocchie |
| anno | battezzati  | totale      | %           | numero     | secolari   | regolari   | battezzati per presbitero | diaconi | uomini    | donne     | parrocchie |
| ---- | ----------- | ----------- | ----------- | ---------- | ---------- | ---------- | ------------------------- | ------- | --------- | --------- | ---------- |
| 1950 | 265.879     | 1.375.000   | 19,3        | 203        | 203        |            | 1.309                     |         | 105       | 838       | 127        |
| 1970 | 273.772     | 1.210.000   | 22,6        | 340        | 215        | 125        | 805                       |         | 172       | 2.144     | 110        |
| 1980 | 323.850     |             |             | 435        | 259        | 176        | 744                       |         | 332       | 3.258     | 272        |
| 1990 | 389.050     | 3.898.432   | 10,0        | 494        | 276        | 218        | 787                       |         | 428       | 3.271     | 313        |
| 1999 | 450.100     | 4.350.000   | 10,3        | 564        | 314        | 250        | 798                       |         | 500       | 4.080     | 312        |
| 2000 | 455.200     | 4.370.000   | 10,4        | 561        | 301        | 260        | 811                       |         | 516       | 4.200     | 325        |
| 2001 | 468.900     | 4.385.000   | 10,7        | 634        | 334        | 300        | 739                       |         | 547       | 4.280     | 328        |
| 2002 | 481.000     | 4.400.000   | 10,9        | 652        | 342        | 310        | 737                       |         | 562       | 4.380     | 332        |
| 2003 | 495.000     | 4.500.000   | 11,0        | 683        | 353        | 330        | 724                       |         | 598       | 4.450     | 337        |
| 2004 | 504.000     | 4.650.000   | 10,8        | 707        | 362        | 345        | 712                       |         | 585       | 4.550     | 346        |
| 2006 | 509.000     | 4.660.000   | 10,9        | 722        | 357        | 365        | 704                       |         | 632       | 4.900     | 346        |
| 2009 | 513.000     | 4.678.000   | 11,0        | 739        | 374        | 365        | 694                       |         | 660       | 4.975     | 347        |
| 2013 | 565.000     | 4.937.000   | 11,4        | 777        | 392        | 385        | 727                       |         | 699       | 5.092     | 349        |
| 2016 | 610.000     | 4.785.000   | 12,7        | 764        | 382        | 382        | 798                       |         | 711       | 5.270     | 349        |
| 2019 | 640.120     | 4.880.300   | 13,1        | 785        | 390        | 395        | 815                       |         | 542       | 3.972     | 214        |
| 2021 | 655.000     | 4.983.222   | 13,1        | 805        | 410        | 395        | 813                       |         | 551       | 4.235     | 235        |
| 2023 | 560.365     | 5.035.100   | 11,1        | 812        | 417        | 395        | 690                       |         | 564       | 4.594     | 340        |